# Xã Joliette, Quận Pembina, Bắc Dakota
Xã Joliette (tiếng Anh: Joliette Township) là một xã thuộc quận Pembina, tiểu bang Bắc Dakota, Hoa Kỳ. Năm 2010, dân số của xã này là 67 người.